# Now Hear This
Now Hear This ist ein US-amerikanischer Zeichentrick-Kurzfilm von Chuck Jones aus dem Jahr 1962.

## Handlung
Verschiedene Geräusche begleiten die Credits und ein Teufel sucht sein zweites Horn, bevor ein Mann „Quiet!!!“ ruft. Stille tritt ein. Ein kleiner gelber Punkt hüpft geräuschvoll über die Worte Silence is Golden, wobei er das blaue Wort Silence gold färbt. Ein älterer Mann mit grünem Hörrohr erscheint und findet ein rotes Hörrohr vor. Aus ihm scheinen schönere Töne zu erklingen und so wirft er sein altes Hörrohr in einen Mülleimer.
Mit dem neuen Hörrohr geschehen dem Mann allerlei merkwürdige Dinge, schöne Töne werden von Alltagslärm gestört, ein Vogel gibt Töne wie eine Spieluhr von sich und trötet kurz darauf in hoher Lautstärke, ein Ei beginnt Trompetenmusik zu spielen. Im Hörrohr klingelt mit einem Mal ein Telefon, das, in eine Telefonzelle installiert, plötzlich zur Dusche wird, Blasen entsteigen dem Hörrohr und Motorengeräusche und Schüsse ertönen. Als Schallplattentrichter ist das Hörrohr nicht zu gebrauchen und auch als Schutz vor dem Regen nicht, regnet es doch anschließend selbst aus ihm. Eine lange Notenschlange kommt aus dem Rohr, fesselt den alten Mann und entzündet sich anschließend, um in einer großen Explosion zu enden.
Der alte Mann erscheint auf Krücken und mit Verbänden und holt sein altes Hörrohr aus dem Mülleimer. Der Teufel erscheint und nimmt das rote Hörrohr und schraubt es sich an – es ist sein zweites Horn. Ein rosafarbenes Männchen kommt und hält die Moral der Geschichte in der Hand: „The Other Fellows Trumpet Always Look Greener“ (in Anlehnung an „The grass is alway greener on the other side of the fence.“ – „Die Kirschen in Nachbars Garten schmecken immer süßer.“)

## Produktion
Now Hear This erlebte 1962 seine Premiere und kam am 27. April 1963 als Teil der Looney Tunes Theatrical Cartoon Series in die Kinos. Sämtliche im Film zu hörenden Stimmen sprach Mel Blanc ein.

## Auszeichnungen
Now Hear This wurde 1963 für einen Oscar in der Kategorie „Bester animierter Kurzfilm“ nominiert, konnte sich jedoch nicht gegen The Hole durchsetzen.